# Georg Fritz (Maler)
Max Julius Georg Fritz (* 26. Juni 1884 in Dresden; † 1967 in Mitterfels, Niederbayern) war ein deutscher Maler und Grafiker.

## Leben
Georg Fritz wuchs zunächst in Dresden auf, wo sein Vater Max Fritz (1849–1920), nach Ausbildung in Berlin und einem USA-Aufenthalt, als Landschaftsmaler tätig geworden war. 1891 ging dieser mit Ehefrau Hedwig, geb. Mattern-Wagner, den beiden Töchtern Gertrud und Paula sowie den Söhnen Richard und Georg nach München. Georg besuchte daher 1894/95 die erste Klasse des Maximiliansgymnasiums in München. Da die Familie 1895 nach Berlin umzog, setzte er seine Schulbildung dort fort. Er studierte zunächst bei seinem Vater, einem zu seiner Zeit bekannten Berliner Maler und 1891 neben Franz Skarbina Mitbegründer der „Gesellschaft Deutscher Aquarellisten“, und danach an der Kunsthochschule in Berlin-Charlottenburg. Ab Mitte der 1910er Jahre war er in Berlin freiberuflich als Kunstmaler und Radierer tätig. Ab 1922 unterstützte Georg Fritz den Reichsverband bildender Künstler als Sachverständiger im Urheber- und Verlagsrecht. 1929 trat er dem Verein Berliner Künstler bei.
Während anfangs die Landschaftsmalerei sein Schaffen bestimmte, wandte er sich später der Architektur- und Landschaftsgrafik zu. Studienreisen nach Italien, in die Bretagne und längere gründliche Studien in Paris gaben ihm viele Anregungen. Zu seinen bekanntesten Werken gehörte eine 1936 entstandene Grafikmappe, die er auf Bestellung der Berliner Stadtverwaltung fertigte. Die Mappe enthielt achtzig Radierungen, die die wichtigsten älteren und modernen Bauwerke der Hauptstadt darstellten. Die Mappe oder einzelne Blätter daraus wurden von der Stadt als Erinnerungsgabe an prominente Gäste vergeben. Eine gleichartige Mappe hatte Georg Fritz bereits 1923 für die Mark Brandenburg hergestellt.
Fritz war 1942 auf der Großen Deutsche Kunstausstellung in München mit vier großformatigen Radierungen vertreten, von denen die Nazi-Führer Heinrich Himmler, Hermann Giesler und Theo Memmel Blätter erwarben. 1944 wurde Fritz in die sogenannte Gottbegnadeten-Liste der für den NS-Kulturbetrieb unentbehrlichen Künstler aufgenommen.
Bis zur Zerstörung seines Heims in Berlin-Zehlendorf im Jahr 1943 arbeitete Fritz in der Reichshauptstadt und war dann in Mitterfels in Niederbayern ansässig. In den 1940er und 1950er Jahren entstanden Industrieansichten, unter anderem für die Gutehoffnungshütte Oberhausen und das Volkswagenwerk Wolfsburg. Georg Fritz verstarb 1967 in Mitterfels.

## Werke (Auswahl)
Radierungen
- Lübeck: Altstadt-Ansichten (1917), u. a. auch von Gothmund.[7]
- Potsdam: Stadtschlosskolonnaden mit Blick auf die Garnisonskirche, Das alte Rathaus, Architekturdetail mit Figurengruppen, Alter Markt mit Rathaus und Palast (1924).
- Berlin: Gendarmenmarkt mit Schauspielhaus und Französischem Dom (1927), Unter den Linden mit Blick auf das Stadtschloss (1928), Stadthaus (1926), Ullstein-Gebäude in Tempelhof, Das Stadtschloss Berlin – Eosanderportal (1947), Starke Kiefern am Grunewaldsee,
- Das Kurhaus in Wiesbaden, Landschaft mit zwei Pappeln.
- Gutehoffnungshütte Oberhausen – Hafenanlage (1939), Gutehoffnungshütte Oberhausen – Walzwerk (1940), Hochöfen der Gutehoffnungshütte (1940), Werksbahn bei der Zeche Sterkrade (1940), Zeche Jacobi (1940)
- Posen: 12 Platten mit den bedeutendsten Motiven der Stadt[6]
- Volkswagenwerke: Neubau Werkshallen, Produktionshalle Radkappen (1950/51), Transporterfabrikation (1953), Verwaltungsgebäude (1952), Neubau-Verwaltungsgebäude (1953), Belüftungsanlage (1953), Käfer Montage (1952), Volkswagen Endmontage (1953), Presswerkzeuge (1951), Werkshallen mit Transportfahrzeug Typ 82 Kübelwagen (1951), Produktionshalle Zubehörteile (1950/51).

Aquarelle/Zeichnungen/Kreide
- Berlin-Ansichten, Der Neptunbrunnen auf dem Hauptmarkt in Nürnberg (1947), Blick auf die Katholische Hofkirche in Dresden, Lübecker Altstadt-Ansichten (1917), Rothenburg ob der Tauber.
- Plakatentwürfe für das Lichtfest „Berlin im Licht“ 16.–19. Oktober 1928 (1928), Mischtechnik.[8][9]
- Hafenstadt Berlin (1930), schwarze Tusche und Deckweiß.[10]

Mappenwerke und Buchausstattungen
- Berlin. 30 Radierungen; Ankauf des Berliner Kupferstichkabinetts; Ehrengeschenk an die Stadt Boston (1930) und an die Sorbonne in Paris (1931).
- Mark Brandenburg. 30 Originalradierungen von Georg Fritz. Geleitwort von Dr. Willy Kurth. Berlin, Willy Weise, (1923); enth. u. a. "Märkische Dorfstraße", Schlösser in Berlin, Cüstrin, Cöpenick, Dobrilugk, Sorau, Schwedt und Wiesenburg, Park von Sanssouci, Ansichten aus Alt-Döbern, Brandenburg, Jüterbog, Mittenwalde, Schwedt sowie Landschaftsbilder.
- Hans Christian Andersen: Der Improvisator. Roman. Einführung von Raimund Pissin. 14 Originalradierungen von Georg Fritz. Domverlag, Berlin 1929, spätere Ausgabe: Die Buchgemeinde, Berlin 1934.
- Olympiastadion Berlin / Inneres des Berliner Olympiastadions, Zeichnungen auf Postkarten zu den Olympischen Spielen, Berlin 1936.
- Reichsehrenmal Tannenberg (Hansgeorg Buchholz, Lötzen). Mit 8 Abb. nach Georg Fritz.
- Berlin die alte und die neue Stadt. Mit 80 Zeichnungen von Georg Fritz, Text Walter Puttkammer, Vorwort Julius Lippert, Klinkhart & Biermann, Berlin 1936 (von der Stadt Berlin zum Beispiel überreicht mit einem Widmungsblatt: „Den Gästen der Reichshauptstadt zur Erinnerung an die XI. Olympischen Spiele Berlin 1936“.).
- Georg Fritz, Guglielmo Buset (Übersetzung italienisch), William Webster Mann (Übersetzung englisch): Straßen und Bauten Adolf Hitlers. Mit Geleitwort des General-Inspektors für das deutsche Straßenwesen, Dr. Ing. Fritz Todt. Verlag der DAF, Berlin 1938. Mit 120 Tafeln nach Zeichnungen von Georg Fritz.[11]
- Deutsche Überseeische Bank: 1886–1936. (aus Anlaß des 50jährigen Bestehens der Deutschen Überseeischen Bank ihren Mitarbeitern und Freunden gewidmet). Illustrationen: Georg Fritz, Elsner, Berlin 1936
- Berlin. Leuchtende Vergangenheit. 70 Zeichnungen von Georg Fritz, Text Felix Havenstein, Klinkhardt & Biermann, Braunschweig und Berlin 1954. (Entnazifizierte Neuauflage des Titels von 1936).

## Archivalien
- München, Stadtarchiv, Meldeunterlagen Max Fritz (PMB), 1891.